# 1100 Арніка
1100 Арніка (1928 SD, 1950 BU, 1976 MK, 1979 HE, A904 XA, A918 RD, 1100 Arnica) — астероїд головного поясу, відкритий 22 вересня 1928 року.
Тіссеранів параметр щодо Юпітера — 3,285.